# Suturfläckad mycelbagge
Suturfläckad mycelbagge (Agathidium discoideum) är en skalbaggsart som beskrevs av Wilhelm Ferdinand Erichson 1845. Suturfläckad mycelbagge ingår i släktet Agathidium, och familjen mycelbaggar. Enligt den svenska rödlistan är arten nära hotad i Sverige. Arten förekommer i Svealand, Nedre Norrland och Övre Norrland. Artens livsmiljö är skogslandskap.